# Mindestsinkflughöhe

Non-precision approach: MDA, MDH und MAPt

Die Mindestsinkflughöhe (englisch Minimum descent altitude, MDA oder englisch Minimum descent height, MDH) ist die minimale Flughöhe, die bei einem Instrumentenanflug ohne vertikale Führung (englisch Non-precision approach, NPA) nicht unterschritten werden darf, bevor die Anflugbefeuerung oder die Landebahn eindeutig in Sicht und eine sichere Landung möglich sind. Dabei bezeichnet MDA die Höhe über dem Meeresspiegel und MDH die Höhe über dem Flugplatz oder der Landeschwelle, sofern diese mehr als 2 m unter der des Flugplatzes liegt.
Anders als bei der Entscheidungshöhe (englisch Decision altitude; DA) muss ein Durchstarten nicht eingeleitet werden, sobald das Flugzeug bis zur Mindestsinkflughöhe gesunken ist, sondern eine solche Entscheidung kann gegebenenfalls noch bis zum Fehlanflugpunkt (englisch Missed approach point, MAPt) hinausgezögert werden. Der Pilot eines Non-precision approaches kann also bis zur Mindestsinkflughöhe sinken und diese bis zum Fehlanflugpunkt beibehalten und erst dann eine Entscheidung über Fortsetzung oder Abbrechen des Anfluges treffen, wenn vorher die Sichtbedingungen hierfür nicht ausreichend waren.